# Ragnar Casparsson

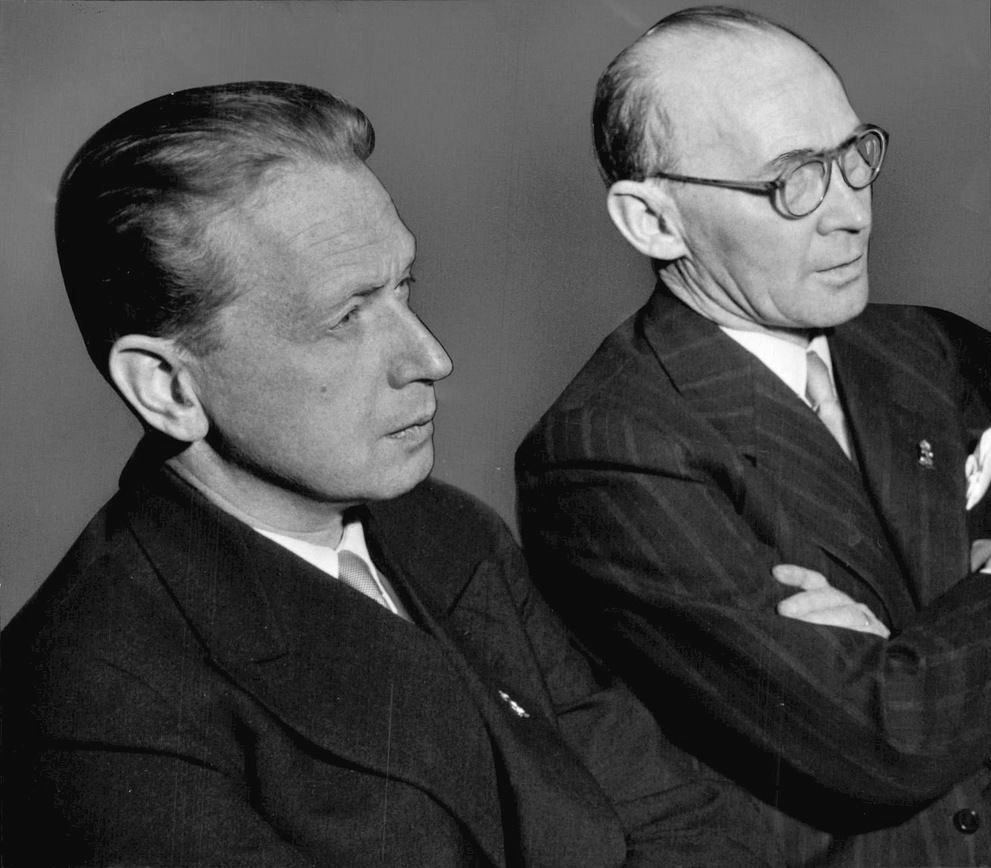
Ragnar Casparsson tillsammans med Dag Hammarskjöld på Arosmässan i Västerås, 1952.

 Karl Ragnar Casparsson, född den 10 februari 1893 i Avesta, Kopparbergs län, död den 26 december 1978 i Stockholm, var en svensk journalist, författare och landshövding.

## Biografi
Ragnar Casparsson var son till bruksarbetaren Karl-Gustaf Casparsson och Vilhelmina Blomkvist. År 1926 gift med Inga Berglund, född 1890. Han var valsverksarbetare vid Avesta bruk 1907–1911 och verkstadsarbetare 1911–1912. Därefter var han medarbetare i olika tidningar. Från 1911 till 1921 var han medarbetare i Brand, Nya Folkviljan och Syndikalisten, från 1919 till 1920 var han också medarbetare i Folkets Dagblad Politiken, från 1922 till 1928 redaktionssekreterare för Arbetaren. Facklig redaktör i Social-Demokraten från 1929 till 1933. Mellan 1933 och 1951 var han pressombudsman i LO. Medarbetare från 1946 till 1952 i Aftontidningen. 
Från 1937 till 1941 var han sekreterare i LO:s 15-mannakommitté för utredning av vissa frågor rörande näringslivet och fackföreningsrörelsen och 1933–1936 delegat vid Internationella arbetskonferensen i Genève. 
Från 1952 till 1960 var han landshövding för Västmanlands län. 
Ragnar Casparsson gav ut arbetarskildringar, politiska skrifter och memoarer.

### Skönlittertur
- Öde vidder. Stockholm: S. A. C:s förl. 1920. Libris 1650498
- Adelberga bruk. Stockholm: Holmström. 1923. Libris 1471166
- Lapplandsexpressen : roman. Stockholm: Tiden. 1969. Libris 23112

### Memoarer
- Vårt fattiga liv. Stockholm: Tiden. 1961. Libris 470868
- Land du välsignade. Stockholm: Tiden. 1962. Libris 8074956
- Brinnande horisonter. Stockholm: Tiden. 1963. Libris 8074957

### Varia
- Nutidens träldom : en appell till kamp. Stockholm: Axel Holmström. 1915. Libris 1632204
- Fyra års folkslaktning : världskrig - världsrevolution. Stockholm: Ungsocialistiska partiets förl. 1918. Libris 1650496
- Världens herrar : kartellernas och trusternas organisation. Örebro: S. A. C:s förl. 1919. Libris 1650497
- Syndikalism eller reformism?. Stockholm: S. A. C:s förl. 1921. Libris 1471167
- Facklig enhet : en kritisk framställning av bolsjevikmetoderna i fackföreningsrörelsen. Landsorganisationens skriftserie, 99-0937270-3 ; 23. Stockholm: Tiden. 1929. Libris 1338271
- Svenska bryggeriindustriarbetareförbundet 1899 22/1 1929 : en kort historik. Sthlm: [Förbundet]. 1929. Libris 1318188
- Syndikalismen och den direkta aktionens metod. Stockholm: Federativ. 1929. Libris 2915241
- Högerhetsen mot fackföreningarna : några anmärkningar till högermotionen om en ny lagstiftning. Landsorganisationens skriftserie, 99-0937270-3 ; 26. Stockholm: Tiden. 1931. Libris 1347419
- Grängesbergs gruvarbetareförening 1893-1933. Grängesberg. 1932. Libris 643930
- Gruvfolk : Svenska Gruvindustriarbetareförbundet under fyra årtionden : en kort historik utarbetad på förbundets uppdrag. Stockholm: Tiden. 1935. Libris 791074
- Kommunistiska stödorganisationer. Landsorganisationens skriftserie, 99-0937270-3 ; 39. Stockholm: Tiden. 1935. Libris 1208009
- Semester åt alla : en kort kommentar till 1938 års semesterlag. Landsorganisationens skriftserie, 99-0937270-3 ; 47. Stockholm: Tiden. 1938. Libris 909037
- Nya linjen : fackföreningsrörelsen, demokratin och näringslivet : sammanfattning av 15-mannakommiténs betänkande. Landsorganisationens skriftserie, 99-0937270-3 ; 56. Stockholm: Tiden. 1941. Libris 909969
- Krig - löner : fyra ramavtal. Aktuella frågor, 99-0853720-2 ; 1. Stockholm. 1943. Libris 911593
- LO under fem årtionden. Del 1, 1898–1923. Stockholm. 1947. Libris 43465
- LO under fem årtionden. Del 2, 1924–1947. Stockholm. 1948. Libris 43466
- Herman Lindqvist. Banérförare, 99-0893132-6 ; 6. Stockholm: Folket i Bild. 1950. Libris 898877
- LO : bakgrund, utveckling, verksamhet. Prisma, 99-0330598-2. Stockholm: Prisma. 1966. Libris 421220
- Saltsjöbadsavtalet i historisk belysning. Stockholm: Tiden. 1966. Libris 8075347

### Översättningar (urval)
- William Morris: Arbetet och socialismen (The labour question from the socialist standpoint) (Ungsocialistiska partiets förlag, 1917). Ny uppl. Non plus ultra, 1983
- Pierre Ramus: Det anarkistiska manifästet (Ungsocialistiska partiets förlag, 1918)
- Ivan Turgenjev: Andras bröd: drama i två akter (Holmström, 1919)
- Émile Pouget: Hur skola vi befria oss? (S.A.C:s förlag, 1919)
- Vera Figner: Natt över Ryssland (Federativ, 1927)